# Castanea dentata
El castanyer americà (Castanea dentata) és una espècie d'arbre gran del gènere Castanea, de fulla caduca de la família de les fagàcies nadiu de l'est d'Amèrica del Nord. Abans que l'espècie fou devastada pel xancre del castanyer, una malaltia fúngica, va ser un dels arbres de bosc més importants en tota la seva gamma. En l'actualitat hi ha molt pocs exemplars madurs de l'arbre dins del seu territori autòcton, encara que molts petits brots viuen hi segueixen sent. No obstant això, hi ha (almenys) centenars d'arbres grans fora de la seva àrea de distribució autòctona, en les zones amb soques del patogen menys virulentes, com ara els 600 a 800 arbres grans a Michigan.